# Quercus alnifolia
Quercus alnifolia là một loài thực vật có hoa trong họ Cử. Loài này được Poech miêu tả khoa học đầu tiên năm 1842.

## Hình ảnh

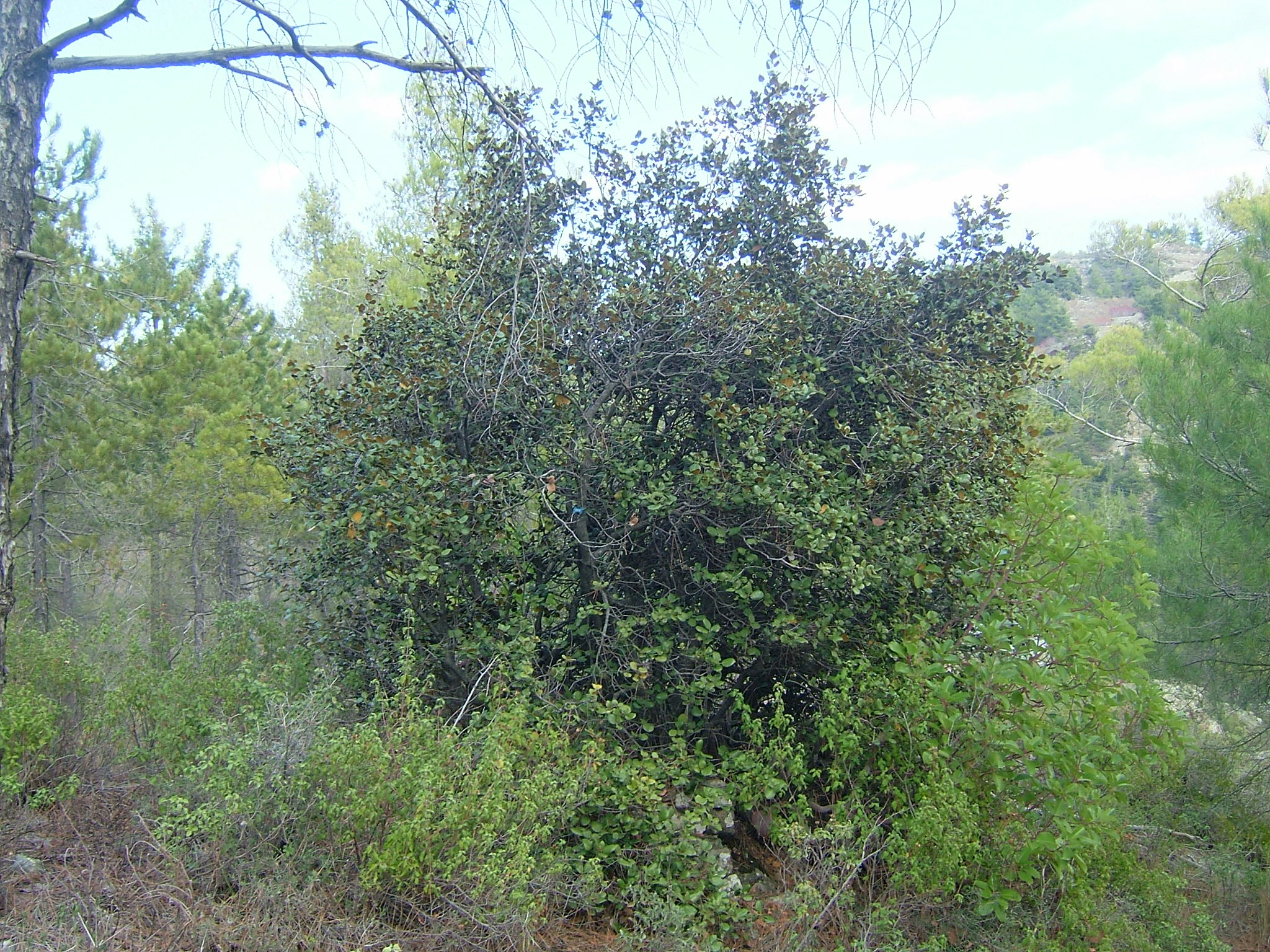
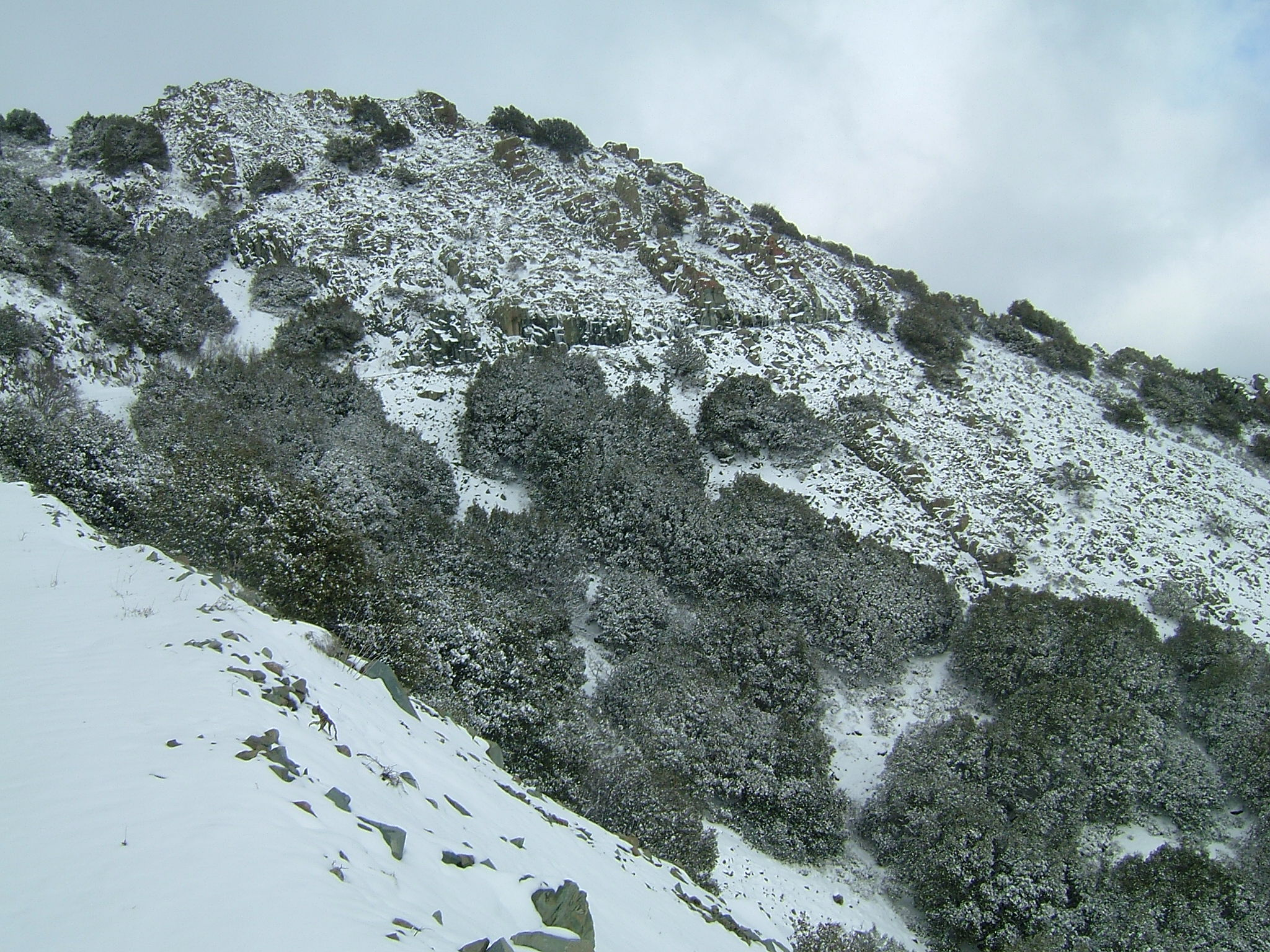
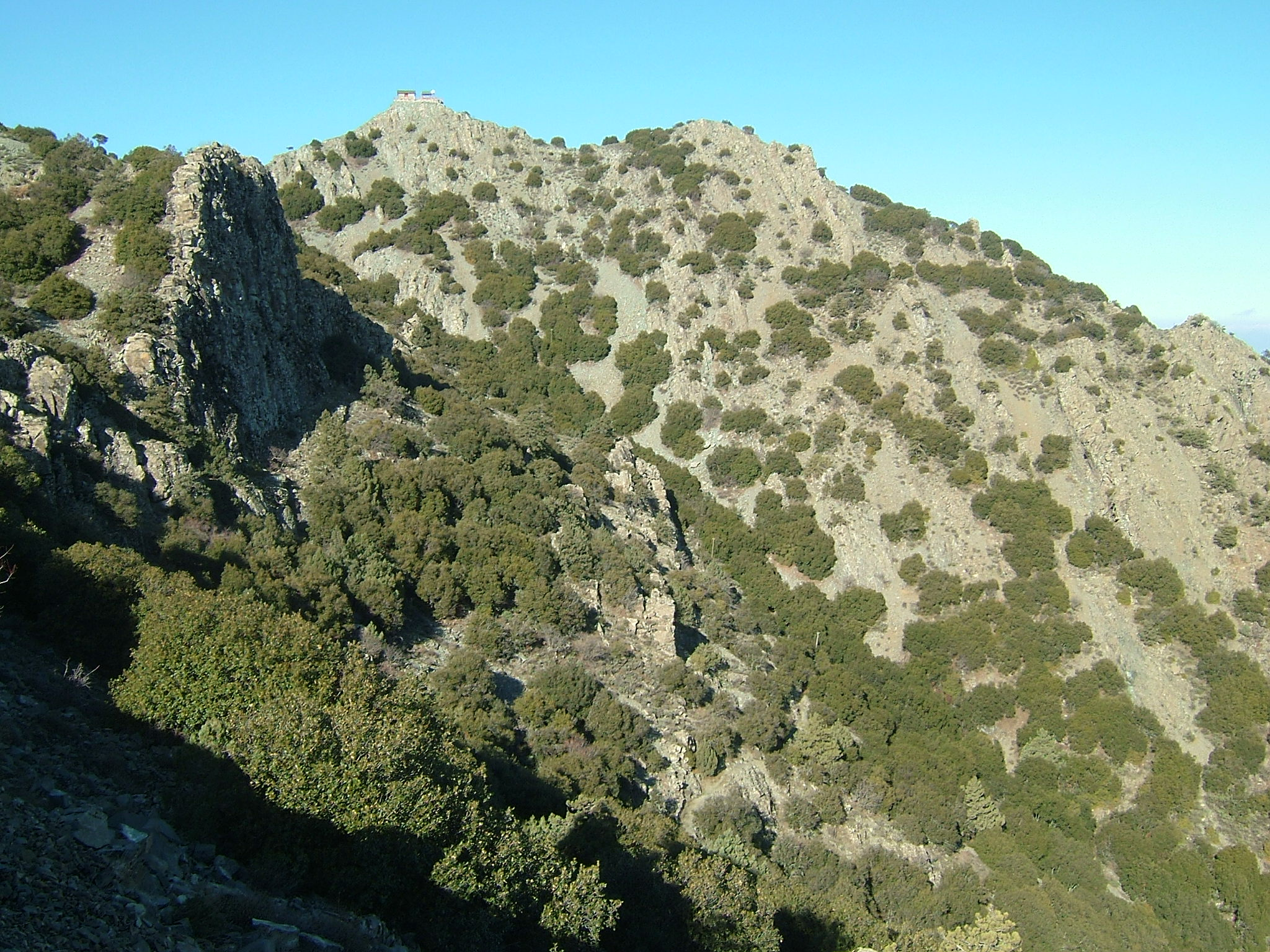
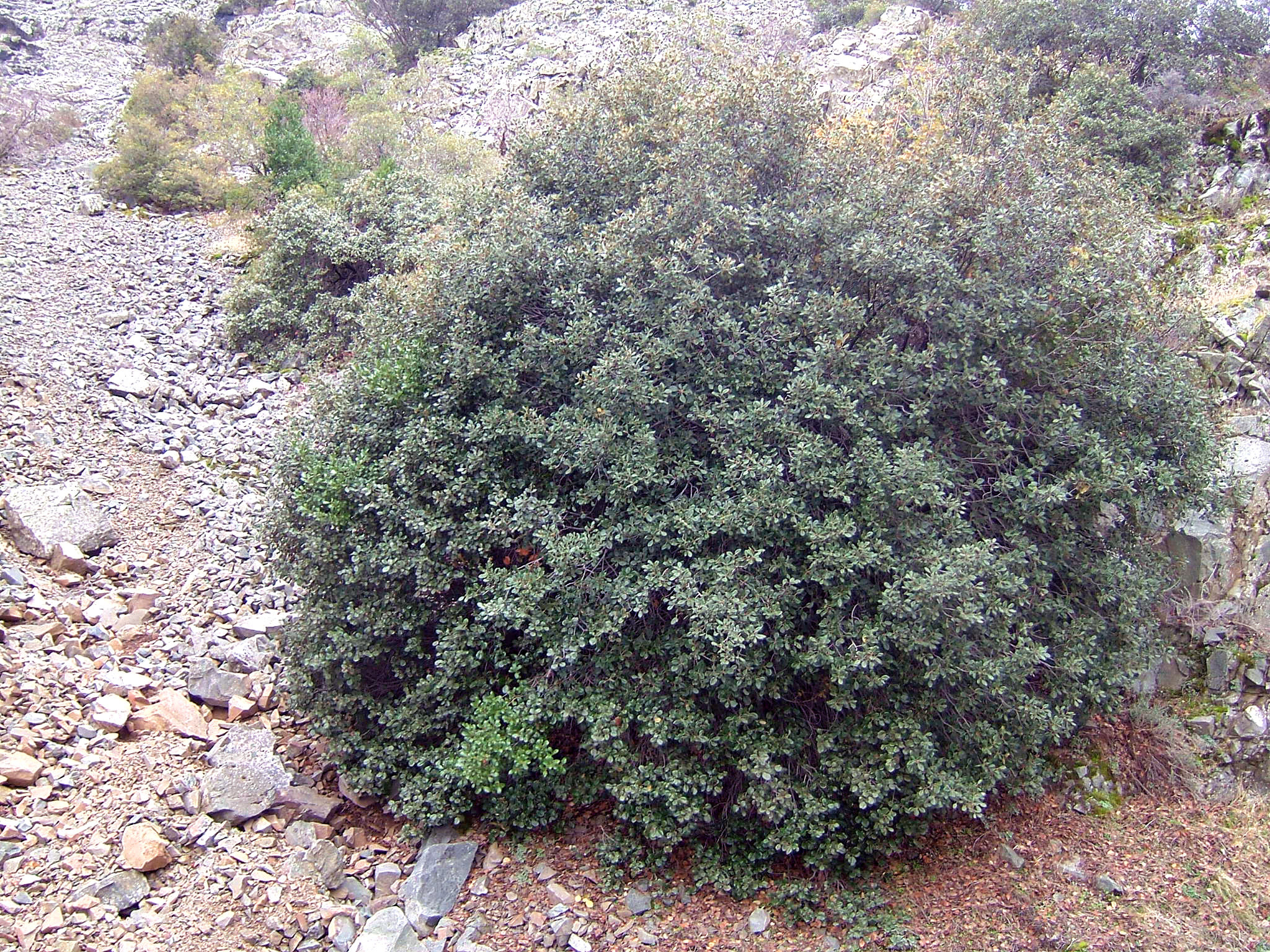